# Castell del Llor
El castell del Llor  és un conjunt de ruïnes del poble homònim, al municipi de Torrefeta i Florejacs (Segarra), catalogat com a bé cultural d'interès local. Es troba al cim del turó que domina el poble.

## Història
La primera menció documental és del 1024, quan se celebrà un judici a Guissona per una reclamació del bisbe Ermengol d'Urgell a Guillem de Lavansa el qual argumentava que havia aprisionat el lloc de Llor i hi havia bastit un castell (apprisiavi locum qui dicitur Laurus ubi constructum habeo castrum...). El 1036, el comte Ermengol II d'Urgell i la seva esposa Constança cediren la meitat de Guidsona a la canònica de Santa Maria de la Seu; en les delimitacions territorials hi consta el castrum Lauri. El 1045, Guillem fill d'Elomar, feudatari d'aquesta fortalesa i també senyor del Far i de Meià, feu donació a la seva esposa Ingilberga i al seu fill Hugó del castro de ipso Laur amb termes i pertinences, situat a la marca del comtat d'Urgell. En altres documents del segle xi (1066, 1088) apareix el castell del Llor com a afrontació de la quadra de Bellveí.
El 1190, Arnau de Sanaüja es va fer vassall de Santa Maria de Solsona. El 1192, Hug del Llor (o de Sanaüja o de Biosca) va fer el mateix, i l'any següent, li va vendre la dominicatura del castell per 1.800 sous barcelonesos. A finals del segle xiii, Ramon de Vallverd consta com a feudatari del Llor, i el 1315, la senyoria passà a Berenguer de Copons. El 1368, el paborde de Solsona Berenguer es va despendre dels drets sobre Llor.
El 1709, Caterina de Copons del Llor i Armengol, senyora del Llor, Tossal, Torreblanca, la Força, la Quadra d'Orpinell i el castell de Llenguadera, es va casar amb Josep Antoni de Mata i de Copons, que rebé el títol de comte de la Torre de Mata de mans de l'arxiduc Carles. Els seus descendents senyorejaren el castell fins a l'abolició dels senyorius jurisdiccionals el segle xix.

## Arquitectura
Al començament del segle xx, les restes eren encara importants, amb murs i una torre rodona, però avui dia resten escassos vestigis, ja que el cim del turó fou aprofitat per a construir els dipòsits d'aigua potable. Hi ha indicis d'un vall que envoltava la fortalesa pel nord i l'oest i alguns murs en angle recte que suggereixen una planta rectangular. L'existència de diverses estructures en l'interior de la fortalesa permeten suposar que hi hagué diferents fases evolutives que adaptaven el castell des de la vella construcció defensiva a noves necessitats de major comoditat. Una espitllera en el mur de llevant pot ser un dels elements més antics avui visibles.